# HMS Thunderer (1911)
HMS Thunderer was een dreadnoughttype slagschip van de Orionklasse, dat dienst deed bij de Royal Navy tijdens en rond de Eerste Wereldoorlog.

## Aanloop
In de jaren voor de Eerste Wereldoorlog waren Duitsland en Groot-Brittannië diep verwikkeld in een wapenwedloop. Dit leidde aan beide kanten tot aanzienlijke uitbreiding in onder andere de marine. In de jaren 1906 tot en met 1914 werden er veel marineprogramma's gepland.
Het aanvankelijke marineprogramma van de Britten in 1909-1910 omvatte twee dreadnoughts en een slagkruiser. Dit aantal werd onder publieke druk verhoogd naar zes dreadnoughts en twee slagkruisers. De vier extra dreadnoughts zouden die van de Orionklasse worden, waarvan HMS Thunderer het vierde schip zou worden.

## Bouw
HMS Thunderer was het zesde schip van de Royal Navy die de naam Thunderer droeg. Het schip is gebouwd op de werf Thames Ironworks and Shipbuilding Company , waar de kiel in 1910 werd gelegd en waar het te water werd gelaten in 1911. In 1912 kwam het schip in dienst.

## Ontwerp

### Scheepsvorm
HMS Thunderer was 177,1 meter lang, 27 meter breed en had een diepligging van 9,5 meter. De waterverplaatsing was 22.274 ton bij een normale belading, maar meer dan 26.000 ton bij een volledige belading. Het schip had vier schoorstenen. Opvallend is de positie van de mast. De mast staat naast de schoorsteen, waardoor het kraaiennest in sommige situaties genoot van ernstig veel rook. Hierdoor kon het kraaiennest vaak niet worden gebruikt.

### Aandrijving
Het schip werd aangevoerd door twee Parson stoomturbines die verdeeld waren over drie machinekamers. De buitenste schroeven werden aangedreven door twee hogedrukturbines, te vinden in de buitenste machinekamers. In de middelste machinekamer bevond zich een lagedrukturbine die de binnenassen van de schroeven aandreef. De turbines gebruikten stoom afkomstig uit achttien waterpijpketels. Dit alles gaf het schip een vermogen van zo'n 20.000 kilowatt, waarmee het schip een maximumsnelheid van 21 knopen (39 km/h) kon halen. Het schip had een bereik van 12.460 kilometer bij een kruissnelheid van 10 knopen en konden 3.300 ton steenkool en 800 ton stookolie vervoeren.

### Bewapening en bepantsering
De primaire bewapening van het schip bestond uit tien 343 mm kanonnen, verdeeld over vijf geschuttorens. Deze stonden allemaal erg centraal gepositioneerd, zodat ze meer richtingen op konden schieten. Het bereik van deze kanonnen was zo'n 21.000 meter. De secundaire bewapening bestond uit zestien 102 mm kanonnen en tien keer dubbel 45 kaliber Mark V geschut. Verder had het schip drie torpedobuizen, waar 20 torpedo's beschikbaar voor waren. De bepantsering op de gordel varieerde van 203 mm tot en met 305 mm, op het dek van 25 mm tot en met 102 mm en bij de barbettes van 102 tot 254 mm. De commandotoren en de geschuttorens hadden een bepantsering van 280 mm.

## Dienst
Tijdens de Eerste Wereldoorlog werd HMS Thunderer voornamelijk gebruikt voor patrouilles en trainingen op de Noordzee. Daarnaast het het schip gereageerd op Duitse slagkruisers bij het Bombardement op Scarborough, Hartlepool en Whitby, geparticipeerd bij de Slag bij Jutland en heeft het een rol gespeeld bij de Actie op 19 augustus 1916.
In 1921 ging het schip uit dienst.